# Komsomolskaja (stacja metra na linii Kolcewaja)
Komsomolskaja (ros. Комсомольская) – stacja moskiewskiego metra linii okrężnej (kod 070). Na stacji istnieje możliwość przejścia na stację Komsomolskaja linii Sokolniczeskiej. 
Stacja znana jest z lokalizacji pod największym węzłem przesiadkowym w Moskwie – placem Komsomolskim. Obsługuje 3 dworce kolejowe: Jarosławski, Kazański i Leningradzki. Wyjścia prowadzą na plac Komsomolski i wszystkie dworce.

## Wystrój
Stacja jest trzykomorowa, jednopoziomowa, posiada jeden peron. W 1951 architekci zostali odznaczeni za projekt stacji nagrodą Stalinowską, a w 1958 stację nagrodzono Grand Prix na Expo w Brukseli. Głównym motywem wystroju w stylu barokowym jest rosyjska walka z najeźdźcami i zwycięstwo w wielkiej wojnie ojczyźnianej z III Rzeszą. Przestronny hall ozdobiono 68 wysokimi, ośmiobocznymi kolumnami w stylu korynckim z jasnego marmuru ze zdobionymi bazami. Ponad kolumnami znajdują się mozaiki i płaskorzeźby przedstawiające broń z różnych epok wykonane ze smalty.
Centralna sala ozdobiona jest 8 mozaikami, 5 z nich przedstawia rosyjskich dowódców:
- 1242 – Aleksander Newski po bitwie na jeziorze Pejpus
- 1380 – Dymitr Doński po bitwie na Kulikowym Polu
- 1612 – Kuźma Minin i Dymitr Pożarski po zakończeniu Wielkiej Smuty
- 1799 – Aleksandr Suworow po przekroczeniu Alp
- 1812 – Michaił Kutuzow po bitwie pod Borodino

Pozostałe trzy poświęcono zwycięstwu nad III Rzeszą, ale tylko jeden z nich (Żołnierze sowieccy na Reichstagu) zachował się w oryginalnej formie. Pozostałe dwa były wielokrotnie zmieniane i w 1963 roku zastąpiono je nowymi (Lenin przemawiający na placu Czerwonym i Triumf). Również półokrągłe sufity są ozdobione mozaikami. Pomieszczenia oświetlone są przez masywne żyrandole, większe w głównej hali. Podłogi wyłożono szarym granitem. Na końcu stacji znajduje się duża mozaika przedstawiająca Order „Zwycięstwo”. 
Stacja jest połączona z linią Sokolniczeską pod ziemią i przez monumentalny westybul na powierzchni.